# Rezerwat przyrody Turnica
Turnica – rezerwat przyrody w miejscowości Makowa, w gminie Fredropol, w powiecie przemyskim, w województwie podkarpackim, w okolicy Arłamowa. Leży w obrębie leśnym Nowe Sady, w Nadleśnictwie Bircza.
Jest położony w obrębie Parku Krajobrazowego Pogórza Przemyskiego oraz dwóch obszarów sieci Natura 2000: siedliskowego „Ostoja Przemyska” PLH180012 oraz ptasiego „Pogórze Przemyskie” PLB180001.
- numer według rejestru wojewódzkiego: 51
- powierzchnia : 151,34 ha[4] (akt powołujący podawał 151,85 ha)
- dokument powołujący: M.P. z 1996 r. nr 5, poz. 59, zmieniony przez: Dz. Urz. Woj. Podkarpackiego 03.110.1682
- rodzaj rezerwatu: leśny[4]

- typ rezerwatu – fitocenotyczny

- podtyp rezerwatu – zbiorowisk leśnych

- typ ekosystemu – leśny i borowy

- podtyp ekosystemu – lasów górskich i podgórskich

- przedmiot ochrony (według aktu powołującego): fragment puszczy bukowo-jodłowej

Dominującym zbiorowiskiem jest podgórska forma buczyny karpackiej. Odnotowano tu około 260 taksonów flory naczyniowej. Do występujących tu roślin należą m.in. żywiec gruczołowaty, żywokost sercowaty, bluszcz pospolity, sałatnica leśna, wawrzynek wilczełyko, kopytnik pospolity, podkolan biały, marzanka wonna.
Na terenie rezerwatu stwierdzono występowanie 39 gatunków ptaków lęgowych, są to m.in. dzięcioły (zielonosiwy, czarny i białogrzbiety), kruk, orlik krzykliwy, puszczyk uralski (ptak ten jest symbolem Parku Krajobrazowego Pogórza Przemyskiego).